# Églises nées au XXe siècle

Les Églises nées au XXe siècle ne sont pas toutes considérées comme chrétiennes par le Conseil œcuménique des Églises. 
Parmi elles, on peut citer :
- Les Églises Chrétiennes/Disciples du Christ (1906), issues des Églises du Christ (1832)
- L’Église catholique libérale (1916)
- Les Amis de l'homme (1920)
- Le Mouvement missionnaire intérieur laïque (1920)
- Les Témoins de Jéhovah (1931), auparavant Étudiants de la Bible
- L’Église universelle de Dieu (1933)
- L’Église du Christianisme Céleste (1947)
- L’Église de l'Unification (Moon) (1954)
- L’Union des communautés apostoliques (1955)
- Les Églises du Christ internationales (1994), auparavant Mouvement de Boston (1979), issu des Églises du Christ (1832)